# Josef Logaj
Josef Logaj (27. července 1887 Turovice – 27. listopadu 1922 Praha) byl český voják, důstojník československých legií v Itálii během první světové války, novinář, vydavatel a spisovatel. Odpovídal za vydávání tiskovin čs. legií v Itálii, po válce pak spoluzaložil časopis Československý legionář a byl autorem legionářské literatury faktu.

## Život

### Mládí
Narodil se v Turovicích nedaleko Holešova na střední Moravě v nemajetné rolnické rodině. Po vychození obecné školy a měšťanské škol navštěvoval dvoutřídní obchodní akademii, poté pracoval v několika knihkupectvích jako účetní. Po příchodu do Prahy se živě účastnil života mezi mládeží pokrokové strany a stal se vydavatelem jejího listu Klín, přispíval též do časopisů Studentská revue a Čas.

### První světová válka
Po začátku první světové války byl odveden k rakouskému pluku č. 3 s umístěním v Brně, s nímž se na jaře roku 1915 účastnil bojů na srbské frontě, v létě téhož roku se pak ocitl na italském bojišti. Zde se rozhodl za každou cenu opustit rakousko-uherskou armádu a v noci na 2. června 1915 přeběhl na druhou stranu frontové linie na doberdobské planině. Na útěku byl pronásledován rakouskou palbou a zasažen kulkou z pušky do nohy, nicméně dosáhl italských zákopů a následně strávil několik měsíců v nemocnici.
Po uzdravení podal přihlášku do formujících se čs. dobrovolnických sborů v Itálii. Když přihláška nebyla dlouho vyřizována, psal prof. Masarykovi do Londýna o uspíšení žádosti přijetí do vojska své i ostatních druhů. V té době začal pak organizačně působit v náboru do těchto sborů v zajateckých táborech v Itálii. Po utvoření československého dobrovolnického sboru se stal členem jeho výboru a jednatelem se zahraničím. Mezi vojáky se podílel na vydávání periodika Denní oznamovatel, jenž byl později změněn na časopis V boj!, jehož byl odpovědným redaktorem. Na podzim 1917 byl povolán jako důvěrník dobrovolníků do kanceláře Čs. národní rady v Římě jako spolupracovník a generálem Štefánikem jmenován důstojníkem (kapitán).

### Československo
V létě 1918 těžce onemocněl španělskou chřipkou, následně byl poslán na léčení do Amalií poblíž Capri, kde prožil konec války. Zde o něj pečovala původem česká krajanka, slečna Tichá, kterou po společném návratu do nově vzniklého Československa pojal za manželku. Stále jej však trápily následky nemoci stejně jako válečného zranění, léčil se doma i ve vojenských nemocnicích. Za své zásluhy byl vyznamenán Československou revoluční medailí a Vítěznou medailí, italskou vládou byl pak jmenován Cavallierem řádu Italské koruny.
Po zlepšení jeho zdraví na konci roku 1919 nastoupil v Kanceláři čs. legií ve funkcí ředitele administrace, kterou pomáhal organizovat a následně spoluzaložil časopis Československý legionář, Přispíval do řady periodik, stejně tak byl publikačně činný. S manželkou a malým synem žili v bytě v pražských Košířích.

### Úmrtí
Josef Logaj podlehl svému dlouhodobě špatnému zdravotnímu stavu 27. listopadu 1922 v Praze ve věku 35 let. Pohřben byl ve vojenské části Olšanských hřbitovů.